# إيان هاتشينسون
إيان هاتشينسون (بالإنجليزية: Ian Hutchinson)‏ هو لاعب كرة قدم بريطاني في مركز الهجوم، ولد في 4 أغسطس 1948 في دربي في المملكة المتحدة، وتوفي في 19 سبتمبر 2002 في لندن في المملكة المتحدة. لعب مع تشيلسي وكامبريدج يونايتد ونادي بيرتن ألبيون.